# Tim Ryan (politico)
Timothy John Ryan, detto Tim (Niles, 16 luglio 1973), è un politico statunitense, membro della Camera dei Rappresentanti per lo stato dell'Ohio dal 2003 al 2023.

## Biografia
Dopo gli studi, Ryan lavorò come collaboratore del deputato James Traficant, che venne poi coinvolto in una serie di scandali. Nel 2000 Ryan ottenne un dottorato in legge e fu poi eletto al senato dell'Ohio per un mandato.
Successivamente, quando Traficant fu accusato di corruzione, Ryan decise di non cercare la rielezione al senato di stato, ma di concorrere per il seggio di Traficant. Questi si candidò comunque, seppure da indipendente, ma alla fine Ryan vinse le elezioni con largo margine. Venne poi sempre riconfermato negli anni successivi.
Nei fatti Ryan ha quasi sempre assunto delle posizioni politiche moderate. Ha votato a favore dell'Emendamento Stupak-Pitts, che vieta l'utilizzo di fondi federali per finanziare gli aborti. Ha criticato ripetutamente l'amministrazione Bush, incolpandola di mettere in secondo piano le questioni importanti. Inoltre sostiene l'aumento delle tasse sulle piccole imprese al fine di colmare il deficit pubblico.
Il 4 aprile 2019 annuncia la sua candidatura alle primarie del Partito Democratico in previsione delle elezioni presidenziali del 2020. Si ritira il 24 ottobre per candidarsi alla rielezione nel 13º distretto congressuale dell'Ohio.
Ha programmato di ritirarsi dalla Camera dei rappresentanti  alla fine del 117º Congresso, per correre come senatore.

## Discorso virale[4]
Ryan è diventato un recente caso virale su Internet, dopo aver effettuato al Congresso americano un coinvolgente discorso in cui ha ''distrutto'' il partito Repubblicano, accusandolo di aver chiamato una riforma contro il COVID-19 ''lista dei desideri liberale'' e perciò portandolo ad effettuare un discorso in cui si è scagliato contro di loro, accusandoli anche di non pagare i cittadini che hanno perso i propri cari o il lavoro e avere i soldi solo per loro e tutti i parlamentari repubblicani, come anche Mitch McConnell.
Il discorso intero è proposto qui di seguito:
Pandemia globale. 36 milioni di persone disoccupate! Il 40% delle famiglie che hanno un lavoratore che guadagna $ 40.000 all'anno o meno ha perso il lavoro il mese scorso! 4 milioni di persone non hanno voluto pagare l'affitto! E il partito repubblicano ha detto che non abbiamo soldi per aiutarli! Ma stiamo scherzando?! Dove vivete ragazzi?! Linee alimentari nei blocchi dei nostri banchi alimentari negli Stati Uniti in America! Un bambino su cinque sta soffrendo e Il tuo partito non può nemmeno portare cibo a loro!
Questa non è una lista dei desideri!. Se è una lista dei desideri, è per la classe operaia! ... State voltando le spalle al popolo americano!»